# Гэмпуку
Гэмпуку (яп. 元服) или гэмбуку — исторический японский ритуал совершеннолетия. Слово происходит от  (яп. 元 гэн), что в данном случае означает «голова», и  (яп. 服 фуку), здесь — «ношение». Церемония также известна как какан (яп. 加冠), уйкобури (яп. 初冠 уйко:бури), канрэй (яп. 冠礼), сюфуку (яп. 首服), и хацу-мотоюи (яп. 初元結).
Церемония являлась знаком входа подростка во взрослую жизнь. Для мальчиков возраст совершеннолетия находился в пределах от 11 до 17 лет (как правило 12). Им дарили взрослую одежду и изменяли детскую причёску (яп. 角髪 мидзура) на взрослую. Они также получали новые взрослые имена (яп. 烏帽子名 эбоси-на).
В 794—1185 годах церемония проводилась лишь для сыновей знати и самураев. На протяжении эры Муромати обычай постепенно распространился на мужчин из нижних слоёв общества.
Для девушек церемония называлась моги (яп. 裳着) и проводилась для девочек от 12 до 14 лет. Как и мальчики, девочки во время неё впервые облачались во взрослую одежду.
В современной Японии гэмпуку и моги заменены на ежегодные церемонии совершеннолетия для двадцатилетних молодых людей обоего пола, называемые сэйдзин сики.